# Soldatenversorgungsgesetz
Das Soldatenversorgungsgesetz (SVG) regelt die Versorgung für die ehemaligen Soldaten der deutschen Bundeswehr und ihre Hinterbliebenen. Es wird mit Wirkung zum 1. Januar 2025 neu gefasst (BGBl. I S. 3932, 3958).
Das aktuelle SVG besteht aus 6 Teilen:
- Teil 1: Einleitende Vorschriften
- Teil 2: Berufsförderung und Dienstzeitversorgung mit den Abschnitten
  - Abschnitt I: Berufsförderung und Dienstzeitversorgung
  - Abschnitt II: Dienstzeitversorgung der Berufssoldaten
  - Abschnitt III: Versorgung der Hinterbliebenen von Soldaten
  - Abschnitt IV: Gemeinsame Vorschriften für Soldaten und ihre Hinterbliebenen
  - Abschnitt V: Sondervorschriften
  - Abschnitt VI: Versorgung bei besonderen Auslandsverwendungen
  - Abschnitt VII: Anrechnung sonstiger Zeiten als ruhegehaltfähige Dienstzeit
  - Abschnitt VIII: Besondere Leistungen entsprechend den Regelungen des Sechsten Buches Sozialgesetzbuch
- Teil 3: Beschädigtenversorgung mit den Abschnitten
  - Abschnitt I: Versorgung beschädigter Soldaten nach Beendigung des Wehrdienstverhältnisses, gleichgestellter Zivilpersonen und ihrer Hinterbliebenen
  - Abschnitt II: Versorgung beschädigter Soldaten während des Wehrdienstverhältnisses und Sondervorschriften
- Teil 4: Fürsorgeleistungen an ehemalige Soldaten auf Zeit bei Arbeitslosigkeit
- Teil 5: Organisation, Verfahren, Rechtsweg
- Teil 6: Schluss- und Übergangsvorschriften

Das SVG regelt im ersten Abschnitt des zweiten Teils unter anderem die Dienstzeitversorgung der Soldaten auf Zeit. Die Dienstzeitversorgung eines Zeitsoldaten umfasst unter anderem die Ansprüche auf Übergangsgebührnisse und Übergangsbeihilfe. Hierbei ist jedoch von der Dienstzeitversorgung der Berufssoldaten zu unterscheiden, welche schwerpunktmäßig im zweiten Abschnitt des zweiten Teils geregelt wird.